# 特別急行列車

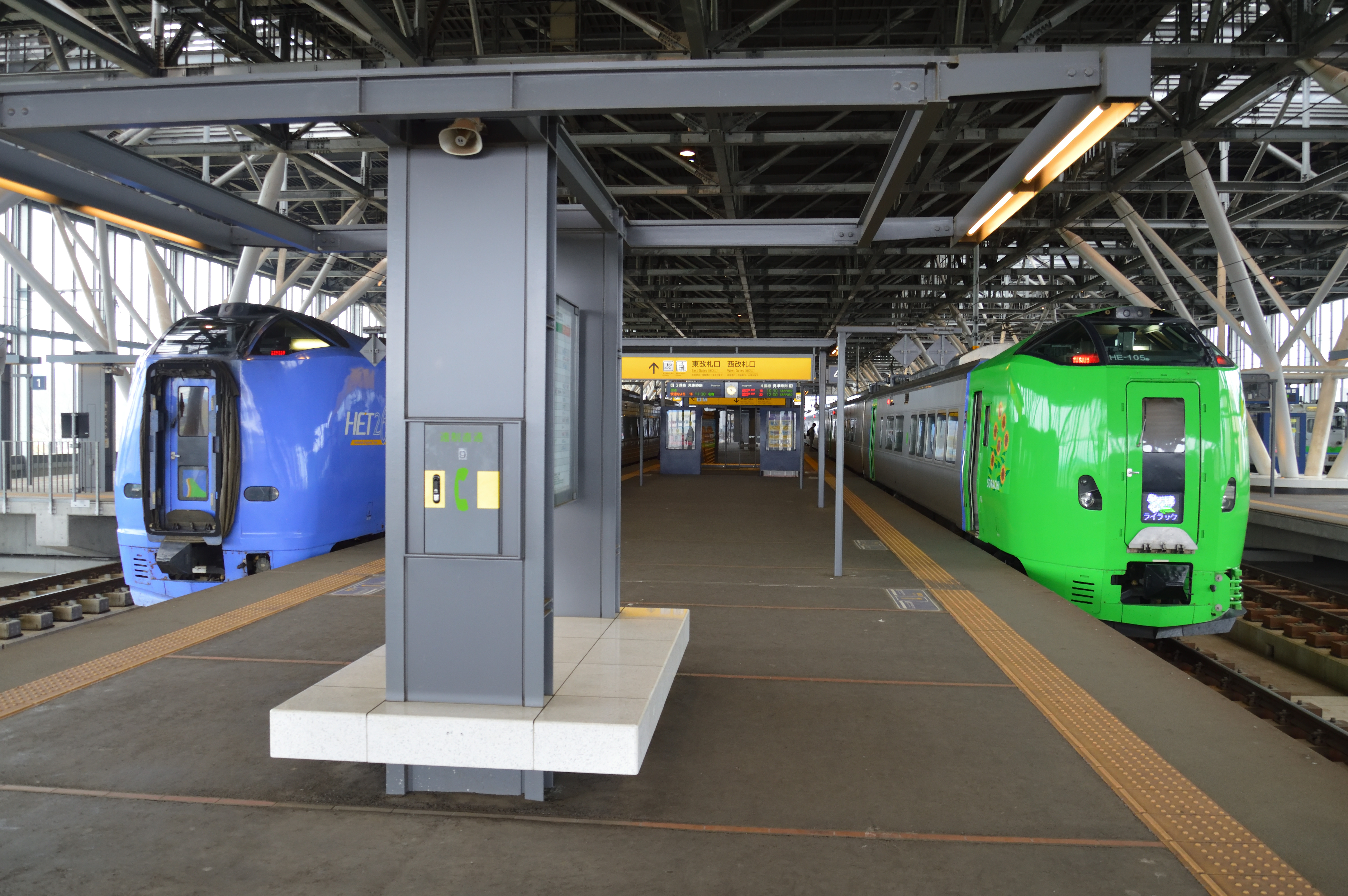
日本の特別急行列車の例：JR北海道の電車特急「ライラック」（右）と気動車特急「サロベツ」（左）

特別急行列車（とくべつきゅうこうれっしゃ）は、鉄道における急行系統の列車であり、急行列車の上位に位置する列車種別である。略して、特急列車（とっきゅうれっしゃ）、または単に、特急（とっきゅう）という。
鉄道会社や鉄道路線ごとに多少の違いはあるものの、概ねその路線で最も早く目的地に到達する列車に与えられる呼称である。
また、一般に普通列車に比べ停車駅が少なく、運転速度も速いことにより、利用区間の到達時間が短くなるという速達性がある種別。
本項では、特急料金が必要な優等列車（長距離列車）としての特急列車のほか、以下についても取り扱うこととする。
- 特急貨物列車：高速輸送の貨物列車
- 特急電車：かつて日本国有鉄道（国鉄）で運行されていた特急料金不要の列車（普通列車）
- 特急料金不要の「特急」：現在日本の私鉄で運行されている列車であり、国鉄・JRでは広義の普通列車に含まれる列車[注釈 2]
- 鉄道以外の「特急」

## 国鉄・JRの特別急行列車

### 沿革・概要

#### 戦前特別急行列車の創始とその終焉
特別急行（特急）列車が設定される前、急行列車より速い列車には「最急行」という種別をつけることがあった。その中でも1906年（明治39年）4月16日に、国有鉄道の新橋駅 - 神戸駅間で設定された「最急行 1列車・2列車」は、運賃以外に初めて速達サービスのための料金を徴収する列車となるなど、現在の有料特急・急行の元祖と位置づけられるものであった。
「特別急行」の種別を初めて用いたのは、1912年（明治45年）6月に前述した「最急行 1列車・2列車」を区間延長する形により、関釜連絡船を介して中国・欧州などへの国際連絡運輸の一翼を担う「大陸連絡列車」として、新橋駅 - 下関駅（山口県下関市）間で運転を開始した 1列車・2 列車である。編成内容も一等車・二等車のみで洋食専門の食堂車を連結し、展望車が最後尾に連結されるなど、「日本の国威」を対外宣伝するためのような存在であった。1914年（大正3年）12月に東京駅が開業すると、1列車・2列車も東京駅始発となった。
1923年（大正12年）7月、同区間に三等車のみで構成された 3列車・4列車が運転開始される。そこからも分かるように、この列車は食堂車も急行列車と同様の和食堂車を連結するなど、どちらかと言えば大衆向けの設定であった。昭和に入ると特急列車に「列車愛称」が付けられるようになり、新しい列車の設定も見られたが、間も無く戦争に突入したため、結局戦前の特急列車は下記の 4種のみにとどまった。また戦前の特急列車は、東京以西の路線（東海道本線、山陽本線、鹿児島本線、長崎本線）のみで設定されていた。しかし第二次世界大戦の戦局が悪化した1944年（昭和19年）3月14日には、決戦非常措置要綱に基づく旅客の輸送制限に関する件が閣議決定され、特急および急行列車などの全廃が決定。同年4月を以て「富士」を最後にそれらは全て廃止され、日本の特急列車は一旦消滅した。

##### この時期の特急列車
- 富士（ふじ）：1929年（昭和4年）9月、当時の国有鉄道を運営していた鉄道省は前述した 1列車・2列車に「富士」と命名した[4]。これは日本初であり、また公募によるもので（公募については列車愛称を参照）、後述する「櫻」・「燕」もそこから命名されている。「富士」は戦前の日本を代表する列車となり、一等展望車を最後尾に連結していた。1942年（昭和17年）11月、関門トンネルの開業により「富士」は運転区間を長崎まで延長、翌年博多までに短縮し、1944年（昭和19年）4月に廃止された。
- 櫻（さくら）：1列車・2列車に「富士」と命名されると同時に、3列車・4列車には「櫻」と命名[4]。1934年（昭和9年）12月までは、「富士」に対して十数分先行するような時刻で運転された。前述した「大衆列車」としての使命を全うして運転されていたが、1942年（昭和17年）11月に急行列車に格下げられた。
- 燕（つばめ）：1930年（昭和5年）10月、東京駅-神戸駅間に一・二・三等の各等をすべて連結した列車として運転を開始。この列車には所要時間を短縮するために、機関車の後位に水槽車を連結して横浜駅 - 名古屋駅間を無停車運行とするなど様々な工夫がなされ[6]、丹那トンネルが開通した1934年（昭和9年）12月には東京 - 大阪間を8時間で運転、戦前の最高記録を打ち立てた。1943年（昭和18年）10月に廃止。
- 鷗（かもめ）：1937年（昭和12年）7月、東京 - 神戸間に運転を開始。前述した「櫻」・「燕」の補助的性格の強い列車であった。1943年（昭和18年）2月に廃止。

#### 太平洋戦争後の復活とその後の展開
終戦直後は、石炭・車両・整備の状況が戦時中以上に悪化したこともあって、特急列車どころか普通の列車すらまともに運転できない状態となり、1947年（昭和22年）の1月から4月に掛けては急行列車まで全廃された。その後、それらの状況がやっと好転して来た1949年（昭和24年）9月、東京駅-大阪駅間に「へいわ」が運転開始される。同区間を9時間で結び、速度こそ戦前の水準に及ばなかったが、この時1944年（昭和19年）以来5年ぶりに展望車・食堂車が復活するなど、見るべきことは多かった。

##### 特徴のある特急列車

こだま

その後、特急列車は次第に各線で設定・増発され、特徴ある物も増えた。戦後の特急列車史に残る列車としては、下記の列車などが挙げられる。（新幹線は除く）
- ｢つばめ｣・｢はと｣：1950年（昭和25年）1月、前述した「へいわ」を運転開始3か月で「つばめ」と改称し、戦前の名列車の名前が蘇った（戦後は「つばめ」と平仮名書き）。同年6月、同区間にその姉妹列車として「はと」が登場する。さらに同じ年の10月には東京 - 大阪間の所要時間を戦前同様の8時間とし、東海道本線が全線電化された1956年（昭和31年）11月には7時間30分にまで短縮する。後述する「こだま」が登場するまで、「つばめ」・「はと」は戦後の国鉄を象徴する列車として走り続けた。
- ｢あさかぜ｣：1956年（昭和31年）11月、東京 - 博多間に戦後初の夜行特急列車として登場した。関西圏を深夜時間帯に通過したりするなど、話題に尽きない列車であった。2年後の1958年（昭和33年）10月には使用車両を新型の20系客車に置き換え、初の「ブルートレイン」となった。
- ｢はつかり｣：1958年（昭和33年）10月に上野 - 青森間、即ち戦前戦後を通じて初めて東京以北へ向かう特急列車として設定された。当初は客車を使用していたが、2年後の1960年（昭和35年）12月にこれまた日本で初めての気動車による特急列車となった。1968年（昭和43年）10月の改正で電車特急となる。
- ｢こだま｣：1958年（昭和33年）11月、東京駅-大阪駅間に電車を使用した特急列車として登場。当初同区間を、それまでの機関車列車の所要時間より40分も早い6時間50分で結び、電車の優位性を見せ付けた。2年後の1960年（昭和35年）6月には、それをさらに6時間30分にまで短縮している（同時に「つばめ」・「はと」も電車に置き換え）。これによって東京 - 大阪間の日帰りが可能となったことから「ビジネス特急」と呼ばれ、東海道新幹線の開業まで東海道本線の代表列車として疾走した。

#### 特急列車運行の全国展開
特急列車が普及したダイヤ改正として著名なものには、1961年（昭和36年）10月1日の改正（通称「サン・ロク・トオ」ダイヤ改正）と、1968年（昭和43年）10月1日の改正（通称「ヨン・サン・トオ」ダイヤ改正）がある。1961年（昭和36年）の改正ではそれまで東北・東海道・山陽・鹿児島・長崎の各本線と常磐線でしか運転されていなかった特急列車が全国の幹線を走り始め、1968年（昭和43年）の改正では、それまではその名の通り「特別」な列車であった特急列車が、需要の多い線区では1964年（昭和39年）10月に開業した東海道新幹線と同様ネットダイヤ化が進み、大衆化をも推し進めることになった。

##### この時期の著名な列車
- ｢白鳥｣：1961年（昭和36年）10月、大阪 - 青森・上野（信越本線経由）間を結ぶ気動車による特急列車として登場。直江津で上野編成と青森編成とを切り離し・併結すると言う、同時に登場した「かもめ」とともに、日本初の分割・併結を行う特急列車となった。1965年（昭和40年）10月に、上野への編成が上野 - 金沢間の「はくたか」として独立、そして1972年（昭和47年）10月には使用車両を電車に変えるが、その後も2001年（平成13年）3月まで大阪 - 青森間 1040.0km を結ぶ、在来線では日本最長距離を走る昼行特急列車として君臨し続けた。
- ｢富士｣：1964年（昭和39年）10月に、東京 - 大分間を結ぶ寝台特急列車として登場、翌1965年（昭和40年）10月から運転区間を西鹿児島（現在：鹿児島中央）まで延長し、1980年（昭和55年）10月に運転区間を短縮するまでは、東京 - 西鹿児島間を日豊本線経由で 1574.2km を走る、日本最長距離走行の特急列車であった。

#### エル特急の登場とその後の展開
1972年（昭和47年）10月より一部の昼行特急には、「エル特急」と言う愛称が与えられた。後に従来の急行列車を昇格して特急列車とした際にもこの扱いを行うことが多かった。しかしJR東日本が2002年（平成14年）12月にエル特急を名称上全廃したのを皮切りに、他のJR各社でもエル特急の名称が廃止されていった。最後までエル特急の名称が残ったJR東海も、2018年3月のダイヤ改正でエル特急の名称を廃止したため、登場から45年半でエル特急の名称は消滅した。
1972年（昭和47年）- 1985年（昭和60年）に掛けて、山陽新幹線・東北新幹線・上越新幹線といった新幹線が次々と開通するにつれ、長距離を走る特急列車は新幹線に取って代わられる形で次第に減少し、それと引き換えに新幹線の沿線から離れた都市と、新幹線との連絡・接続を図る、中-短距離の列車が増えていった。
1985年（昭和60年）3月 - 2002年（平成14年）12月までの間、東北本線（宇都宮線）・高崎線などでは同線内相互間の輸送を目的とした一部のエル特急を「新特急」と称していた。元々は、短・中距離の急行列車を増収のためほとんど停車駅は変えず特急列車に格上げした物で、定期券でも乗車できることとし、料金も 50km 以下の区間は急行料金と同額とするなど、特急と急行の中間的な設定にされた。しかし前述のような理由で設定された特急であり、使われていた185系はそれまでの特急列車の車両より設備が劣り、関西では快速列車に使うような車両にデッキを付けただけのような物であったが、後に座席は通常の特急用と同じものに交換された。2001年（平成13年）12月にそれ以外の列車と特急料金が同額になり、「新特急」を列車名に冠する必要が無くなったためか翌年消滅した。因みにその頃までには東北本線の新特急は朝夕の時間帯を除いて一般車使用の快速に格下げされ、高崎線の新特急もアコモデーションのリニューアルや日中時間帯の停車駅の大幅な削減などの改善策が行われた。また、湘南新宿ラインの開通後は東北・高崎線の快速・普通列車においてもグリーン車の連結が行われるようになったため、旧「新特急」が担当していた高崎線内相互間の着席輸送においては、快速・普通列車のグリーン車の拡充を重視する傾向になっている。
2004年（平成16年）3月に九州新幹線が開通して以来、JR九州は「きりしま」のうち霧島神宮・国分発着のものや、「はやとの風」、また2009年10月10日から運転の「海幸山幸」といった臨時特急列車などが存在するが、これらの列車は停車駅こそ限定されてはいるもの、いずれも同区間を走る普通列車と同等か、それより遅い列車も存在する。これは速達性を意味する「特別な急行列車」の意味ではなく、新幹線との接続性を重視しているものや、また車内設備のサービスに対して料金を取るか取らないかどうかや、観光に特化したサービスの提供などといったサービスの違いで「快速列車」・「普通列車」などと区分するために、「特急列車」を名乗らせているものである。このような観光に特化した特急列車のことをJR九州では便宜的に「観光特急」などと呼ぶことが多い。

#### 編成について
1950年代までは客車による長大編成が組まれた。しかし、1960年代以降、速達化を計る観点から、昼行列車から使用車種を電車・気動車へ変更してゆく事となった。
この初例としては、運用の効率化を図った登場時の151系を用いた「こだま」の編成がある。詳細はこちらを参照されたいが、これは、簡易食堂「ビュフェ」付き三等車と二等車を編成中央に組み込んで8両編成で運用するものであったが、速達化・快適性の向上がなされた。その後、運行されていた客車特急列車の電車化を行う際には、運用の効率化よりも旧来の客車編成との摺り合わせがなされたため、10両 - 12両で運用された。
しかし、利用者が少ないとされた地方線区での使用が予想されたキハ82系では食堂車と一等車（後のグリーン車）を各1両備えた6両編成を基本とした編成が基本とされた。
電車でも二等車（→普通車）の両数の差があるものの、編成が短くなり、おおむね8両 - 12両程度で運用される従来のものから大きく変容するようになる。
その初例として、1976年（昭和51年）に設定された佐世保線エル特急「みどり」では485系新製車両では最も短い4両編成で運用される事例がみられるようになった。ただし、「みどり」の事例は「かもめ」と併結運転を行う多層建て列車として運行する関係もあり、線路容量が小さい路線での措置として異例とされた。
本格的な短編成化として知られるようになったのは、高速バスとの競争が激しくなった鹿児島本線エル特急「有明」である。この列車群では、車種統一を図った1984年（昭和59年）以降改造車両を用い、1本あたりの編成組成を短くする代わりに本数を増発する手法を採ったため、1986年（昭和61年）には「3両編成を組んだ特急」が運行されるようになった。
ただし、電車による短編成化には運用上の限界があり、2両編成の電車特急列車は1990年（平成2年）登場の札幌→旭川間運行の臨時特急「モーニングエクスプレス」があったものの、1994年（平成4年）には使用車両である785系の当時の所定編成であった4両編成に戻され、以降電車での短編成運行は485系・183系・253系・373系による3両編成が最小になったが、2010年に8000系の付属編成を2両に減じたため、2両編成電車特急が復活。後継となる8600系では、2両または3両編成で製作、運用されている。
しかし、気動車ではキハ82系の編成を元に設計したキハ181系・キハ183系では「大出力エンジンを積む」や（後者のみであるが）「極寒地仕様のため先頭車両は非貫通」とした事もあり、例えばキハ181系は2両で運行することは可能であるが、「便所がない」・「座席数が少ない」という問題もあった。
そこで、1986年（昭和61年）に運用を開始したキハ185系気動車では2両編成で運用可能とした設計とた。これには急行列車の格上げによる「急行形気動車の置き換え」ともされている。また実際に四国旅客鉄道（JR四国）は高徳線のエル特急「うずしお」の運用開始時に実施した。なお、同車両は2016年（平成28年）現在2両 - 3両の短編成で運用される事が多く、当初よりの所有会社であるJR四国では主に徳島県内の特急列車群で、一部は 九州旅客鉄道（JR九州）が購入し久大本線・豊肥本線を運行する特急列車群で運用されている。
また、西日本旅客鉄道（JR西日本）では「地域輸送の高速化」という観点から、キハ185系以降にて2両固定編成での運用を前提としたキハ187系を新製した。また、キハ181系を最後まで使用していた「はまかぜ」ではグリーン車連結の4両編成であったが、キハ189系では普通車のみの3両編成で置き換えた。
客車については、151系が登場した1960年代以降定員が少ない寝台車を中心にして運行されたこともあるため、食堂車、電源・荷物車を込みで10両 - 15両程度の長大編成を組んでいたが、14系客車では分割併合での簡易電源車連結の手間を省略するため、サービス電力を高出力ながら乗客を乗せない専用の電源車ではなく、編成の端に連結する緩急車より供給する関係で6両程度で組成をすることとなり、その編成単位の組み合わせで運行されるようになった。
なお、「はやぶさ」が1985年（昭和60年）にロビーカー連結により15両編成となった（東京駅 - 熊本駅間）がこれが、客車列車としては最長となった。
しかし、1980年代以降、長期的な夜行列車・寝台列車の凋落傾向から必ずしも10両程度の需要がないことから、短編成化された列車も存在した。例えば、1984年 - 1989年までの「出雲2・3号」は8両編成で運行されたが、廃止直前（2000年以降）の「彗星」の様にB寝台車のみの4両編成で運行された列車もあった。
なお、「富士」・「はやぶさ」は、運行末期である2005年（平成17年）より2009年（平成21年）の廃止までは門司以降のJR九州管内においては6両編成、東京 - 門司間ではそれを2編成組み合わせた12両で運行されていた。
なお、末期の寝台列車で運用されたものの編成は以下の通りであった。
- 2010年（平成22年）に廃止された「北陸」の運行末期はA寝台連結で8両編成であった。
- 「北斗星」・「トワイライトエクスプレス」・「カシオペア」では終着駅である札幌駅のホーム最大有効長に合わせた12両編成となっていた。

##### 編成の長短について
なお、2022年9月23日現在で最長編成の列車は以下の通りとなる。
電車列車
- 東北新幹線:「はやぶさ」・「こまち」：東京 - 盛岡間での17両編成[注釈 7]
  - 単独貫通列車の場合:東海道新幹線・山陽新幹線：N700系・N700S系の16両編成。
- 在来線：東京 - 岡山間での285系「サンライズ瀬戸」・「サンライズ出雲」併結[注釈 8]および東京 - 熱海間でのE257系「踊り子」（伊豆急下田・修善寺発着）・「湘南」の14両編成が最長となる。[注釈 9]
  - 単独貫通列車の場合：｢ひたち｣「ときわ」E657系10両編成が最長となる。

#### 新幹線列車の扱い

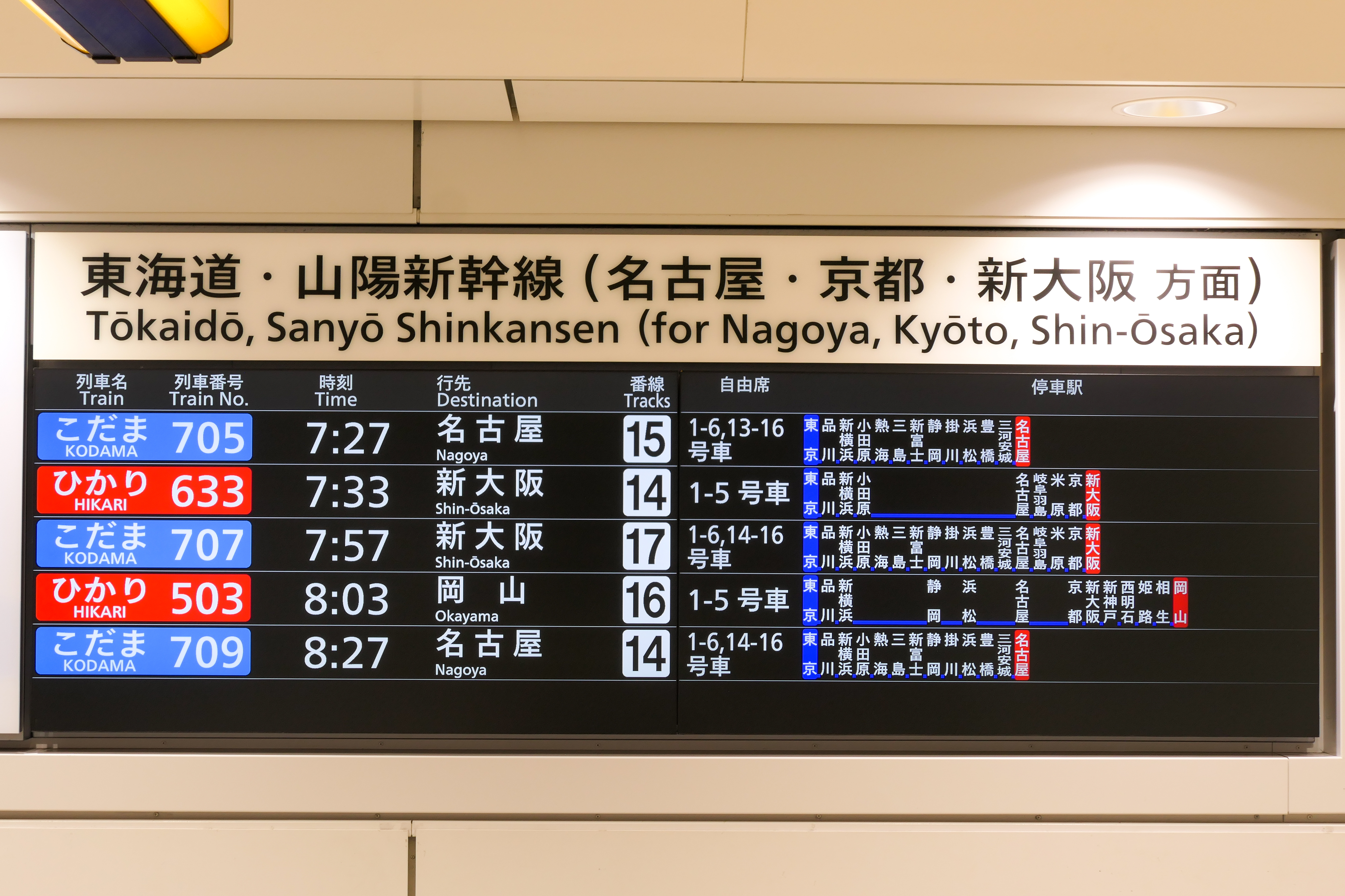
新幹線の「こだま」は各駅停車であっても「特急」扱いとなる。

新幹線で運行される列車も特急列車として分類される。また、在来線と直通する列車も特別急行列車と定義されている。このため、以下の列車も特別急行列車として取り扱われる。
- 直通するため在来線を改修し、在来線直通を意図した車両を用いた列車（いわゆる「ミニ新幹線」）:｢つばさ｣・｢こまち｣
- 新幹線規格で施工された区間で、営業・法令上在来線として運用されている区間：博多南線運行列車（列車名なし）・上越線支線扱いとなる上越新幹線支線ガーラ湯沢駅を発着する「たにがわ」

なお、1975年（昭和50年）3月より1982年6月まで東海道・山陽新幹線のみであったことから料金は単一で設定されていたが、東北新幹線開業に際して個別の新幹線での設定がなされている。
それ以前、東海道新幹線開業より1972年（昭和47年）3月の山陽新幹線岡山開業までは「ひかり」は超特急、「こだま」は特急として区別しており、速達タイプの「ひかり」と各駅停車タイプの「こだま」は料金に区別があった。
新幹線で、220km/h超の速達列車に対する付加料金設定は、1992年（平成4年）3月に登場した「のぞみ」も「ひかり」・「こだま」とは料金に格差が設けられた。当初は専用新型車両である300系開発のためと称したため「のぞみ」特定となってきたが、2003年（平成15年）10月1日に「のぞみ」にも自由席を設定。「ひかり」・「こだま」と同一とした。
ただし、在来車両である200系・E2系により275km/hで運行された上越新幹線の実績もあり、東北新幹線での2002年12月の「はやて」設定時こそ行われなかったものの、E5系・H5系による2011年12月の「はやぶさ」設定に際し、最高時速を320km/hまで運行できる区間（ここでは宇都宮 - 盛岡間）を含む場合に列車名指定なしで料金付加を行っている。

### 特急料金
沿革にある通り、JR の場合特急列車を利用する場合、乗車券のほかに特別急行券（特急券）が必要である。料金などの詳細については、「特別急行券」の項を参照されたい。
特急列車への定期乗車券での乗車は原則として認められていないが、近年は特例として一部の列車・路線で定期乗車券に自由席特急券ないしは立席特急券を追加すれば乗車が認められるようになってきている。現在では、自由席については昼行列車の全列車が定期乗車券との組み合わせで乗れるようになった。しかし、指定席は認めていない場合も多い。

#### 特急料金が不要な区間
普通列車が一切ないなどの理由で、特急列車に乗車しても特急料金がかからない区間がある（ただし、新幹線車両使用区間を除く）。

### 車両

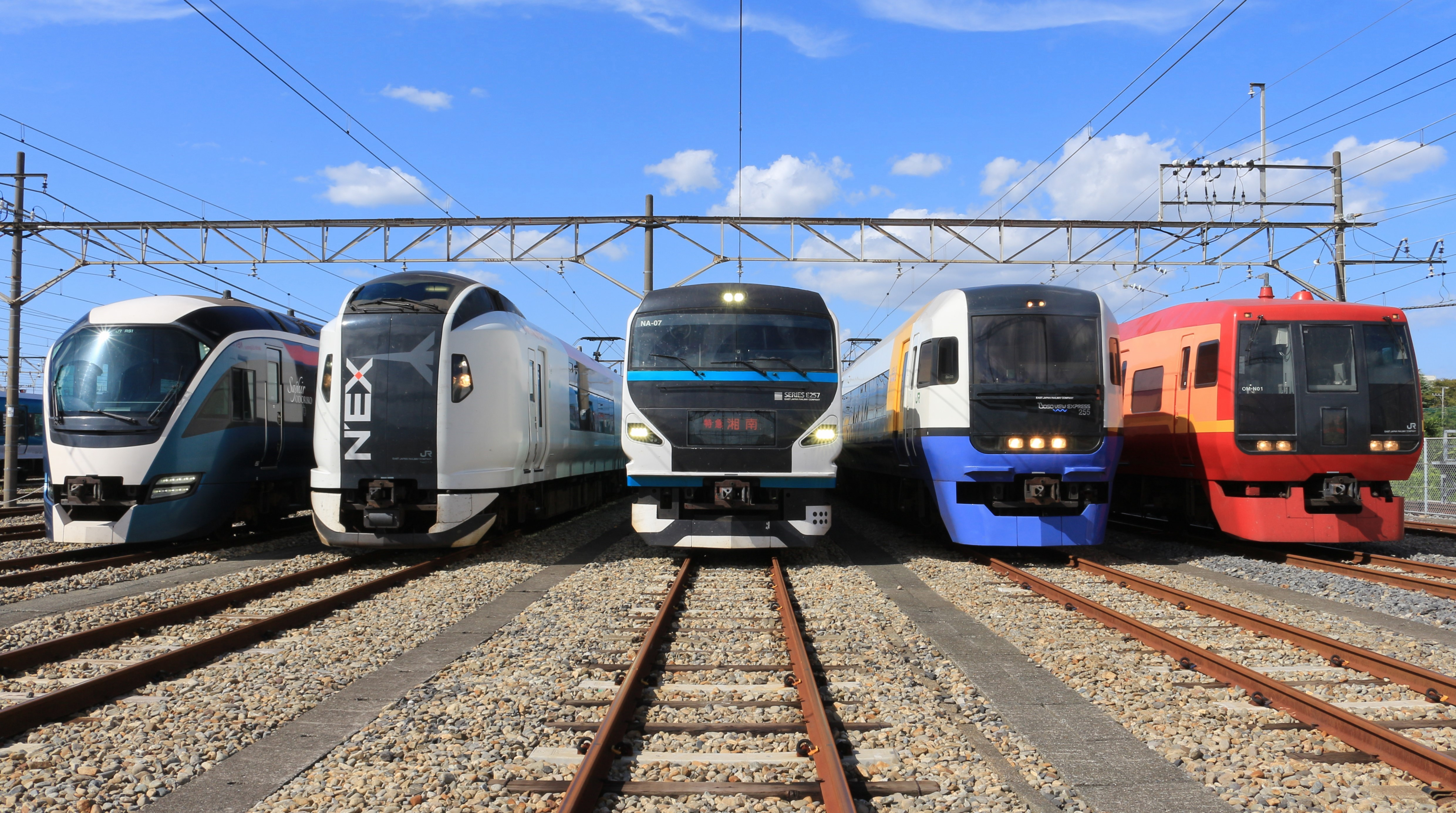
特別急行列車用車両の例
（2023年 JR東日本）

他の種別の列車の車両と異なる特急形車両を使っており、高速性能や、座席などの車内設備が他の種別の列車用より優れている。原則として特急列車に専用されるが、利用客の少ない末端区間で普通列車になる場合や、運用の関係で全区間普通列車として運転される場合もある。

### トレインマーク

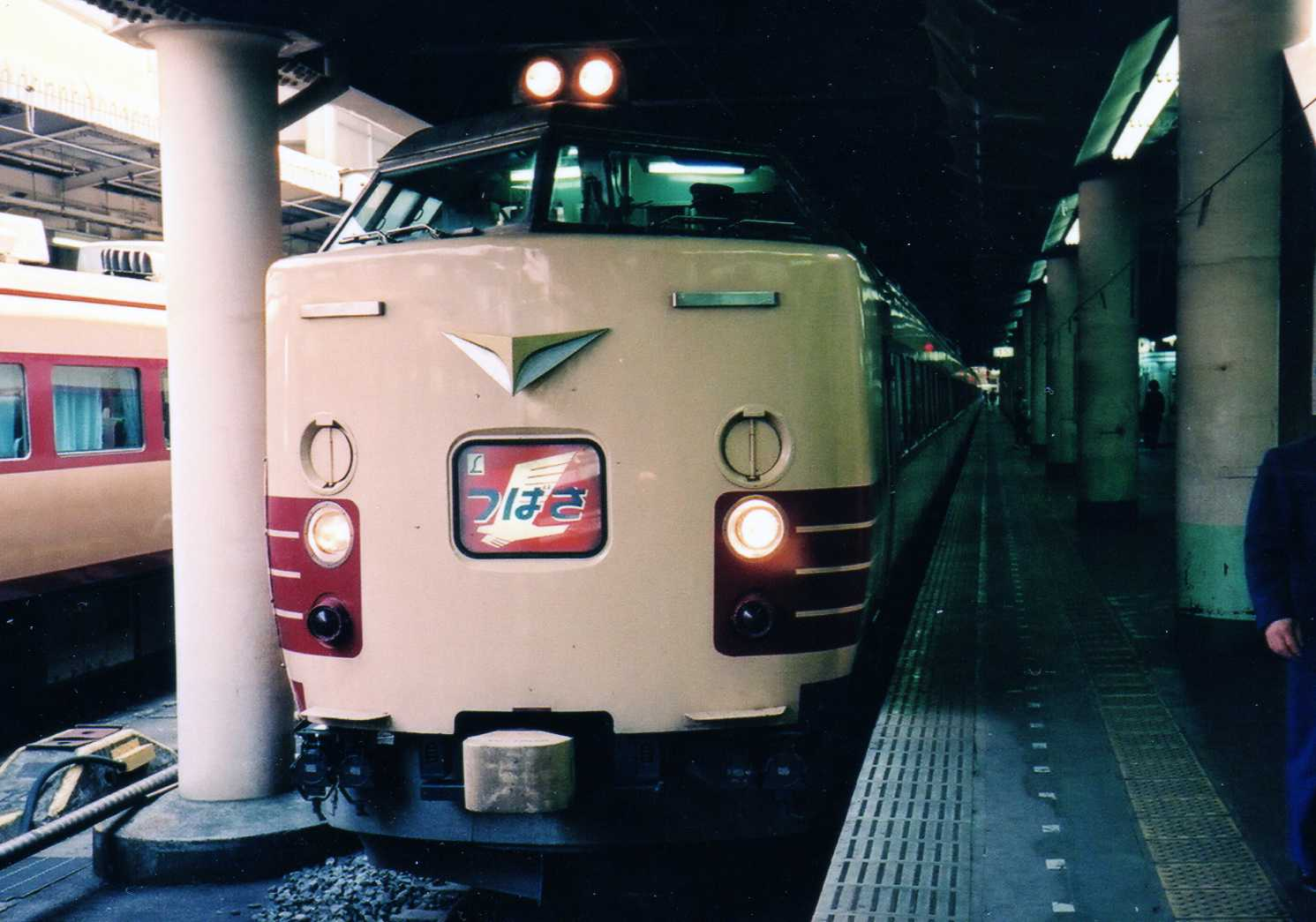
国鉄エル特急の「つばさ」のトレインマークと国鉄特急エンブレム（上野駅）

国鉄時代の特急の特色として、綺麗なデザインが施されたヘッドマークやテールマーク（両方合わせて本節で「トレインマーク」という）がある。また、国鉄時代に製造された車両には、特急列車用の国鉄特急エンブレムが車両前面に装着されている。列車の前後、中央部に目立つように掲示したものである。戦前にすでに運行されていた「富士」「さくら」の列車愛称命名時に絵柄を入れた金属製のものを取り付けたのが端緒である。
戦後、1950年（昭和25年）に復活した特急「へいわ」号以降、特急列車のシンボルとして列車の前後に取り付けられるようになった。以降、特急列車である「つばめ」・「はと」・「さくら」・「かもめ」・「あさかぜ」・「はつかり」・「さちかぜ」・「平和」・「はやぶさ」・「みずほ」まで絵柄入りのトレインマークが用意された。
しかし、"ビジネス特急「こだま」"用として1958年（昭和33年）に登場したモハ20系→151系（のちの181系）には、「特急マーク」と称される「T」をモチーフにしたエンブレムや、日本国有鉄道の英略である「JNR」をモチーフにしたロゴを制定したものの、トレインマーク自体は列車名のみのものとなった。この後に登場した気動車初の特急形車両であるキハ81系も151系の特急マーク・国鉄ロゴ・ボンネットスタイルを踏襲し、トレインマークについては列車名のみとなった。
またブルートレイン用客車の20系客車では、電源車・緩急車のテールマークについては当初地色を列車ごとに変えたが、のちに白地に濃紺（ローマ字表記は赤）でいずれも列車名のみを表示する形とした。後継の14系客車・24系客車といった客車も当初は列車名のみの表記となっていた。
客車の絵柄入りのテールマークは廃されたものの、機関車取り付けのヘッドマークは残り、寝台特急のシンボルとなった。その一方で、取り外しが面倒、費用が嵩む、あるいは盗難にあうなどの理由で1975年（昭和50年）には東京 - 西日本・九州方面のブルートレイン7列車以外はすべて廃止された。
しかしながらその3年後、1978年（昭和53年）10月には話題性も目論んで、すべての電車特急にイラストを施したトレインマークを採用することになった。当初は、交換が容易な幕式愛称標を備えた制御車に採用されたため、同じ電車列車でも透過式アクリルトレインマークを使用したボンネットタイプの制御車を持つ車両ではイラストなしの愛称標を使用していた。続いて、14系客車・24系客車を使用したブルートレインに波及し、幕式愛称標を装備していなかったキハ82系・181系も1985年（昭和60年）1月までに絵柄入りトレインマークが採用された。
1987年（昭和62年）4月1日のJR発足後の新型車両については、LEDを利用したトレインマークが採用されたり、トレインマーク自体を掲げなったりするものも増加した。代わりに、車両を特徴付けるエンブレムやロゴマークを車体に直接表示する場合も増えた。絵柄入りトレインマークを使用する場合も、JR西日本の北近畿ビッグXネットワークやJR四国の各特急列車など図案を簡略化したものも現れた。

### 例外
例外として、埼京線・川越線・相鉄線直通列車にはJR東日本の公式サイトの時刻表上にのみ「特急」の列車種別が設定されているが、これはJR線内（羽沢横浜国大駅まで）において「各駅停車」、「快速」(新宿駅からは各駅停車に種別変更)として走る列車が直通先の相模鉄道本線・相鉄新横浜線内において後述の料金不要の「特急」として走ることを意味しており、本節で述べた「特急列車」とは全く性質の異なるものである。

## 特急貨物列車
国鉄時代には貨物列車にも「特急」が存在した。
戦前においては、正式な種別としての「特急」ではないが、1927年（昭和2年）12月より、下関発梅小路行きの急行貨物第154列車が運転を開始、同列車は鮮魚を主体とした急送品輸送に特化しており、途中の操車場での増解結を省略して同区間を17時間40分（表定速度34.2km/h）で結び、従来よりも11時間もの大幅な時間短縮を実現したことから「貨物特別急行列車」「鮮魚特急列車」と通称された。正式な種別としての「特急」は、1932年（昭和7年）9月に首都圏内発着の軽量小口貨物の速達化を図るために、短編成のボギー貨車で組成された「特急貨物列車」で、2往復が設定され、途中の操車場での増解結を省略して旅客列車並みの最高速度85km/hで運転された。
戦後、1959年（昭和34年）11月5日より、コンテナ貨車で組成された特別急行貨物列車「たから号」が運転を開始し、最高速度85km/h、汐留・梅田間を10時間55分で結び、表定速度は50.7km/hに達した。これが貨物列車としては戦後最初の「特急」となり、その後も最高速度85km/hの貨物列車に対し「特急貨物列車」の種別が与えられている。1961年（昭和36年）10月より「たから号」は2往復体制となり、1964年（昭和39年）10月時点は特急貨物列車全体で東海道・山陽・鹿児島本線で1日10本、1965年（昭和40年）10月時点では東京～北海道方面にもコンテナ特急貨物列車が1往復設定され、全国で1日27本の特急貨物列車が設定された。
1966年（昭和41年）10月からは、10000系貨車で組成された貨物列車が1日9本の運転を開始、最高速度が100km/hに引き上げられて「高速特別急行貨物列車」の種別が与えられ、最高速度85km/hの「特急貨物列車」との併存となった。1967年（昭和42年）10月時点では自動車輸送に特化した特急貨物列車「アロー号」も設定されるなど、高速特急貨物列車9本、特急貨物列車47本体制となった。
1968年（昭和43年）10月1日ダイヤ改正では貨物列車の列車種別が整理され、最高速度85km/hの旧「特急貨物列車」は「急行貨物列車」となり、最高速度100km/hの旧「高速特急貨物列車」のみが「特急貨物列車」となり、全国で1日15本体制となった。
1969年（昭和44年）4月より、東京・大阪間で、拠点間を直行し、トラックとの協同一貫輸送を行うコンテナ貨物列車「フレートライナー」が1日5往復設定され、うち1往復が最高速度100km/hの特急貨物列車として運転され、同年10月には1往復増発されている。
1971年（昭和46年）10月より、最高速度95km/h対応で専用の機関車を必要としないコキ50000形コンテナ貨車による「フレートライナー」が設定され、最高速度100km/hの列車を「特急貨物列車A」、最高速度95km/hの列車を「特急貨物列車B」とした。
その後もコンテナ貨物列車の増発は続き、1976年（昭和51年）3月時点では全国に1日129本の特急貨物列車が設定されるに至ったが、その後はオイルショック後の不景気、運賃・料金の大幅値上げ、高速道路網の整備の進捗、「スト権スト」の影響などによる鉄道貨物輸送の大幅な縮減を受け、同年10月には1日121本に削減され、その後も削減傾向は続いた。
1978年（昭和53年）10月ダイヤ改正で、貨物列車の種別が再編され、最高速度100km/hの列車を「高速貨物列車A」、最高速度95km/hの列車を「高速貨物列車B」としたため、「特急貨物列車」の種別は廃止された。

## 特急電車（料金不要列車）
阪和線の前身である阪和電気鉄道時代より同路線では特急や超特急といった料金不要の速達列車が運行されていた。同社が南海鉄道山手線を経て1944年（昭和19年）5月に国有化された時点ではそれらはすべて急行となり、それらも戦時中にいったん廃止されるが、1946年12月改正で準急が、1949年3月改正で急行が復活し、1950年10月改正で流電こと52系電車を使用した特急が復活した。これらの列車は他の国鉄特急とは制度的に別種の列車で料金不要の列車であり、また国電区間で初めて設定された特急であったことから、阪和線の特急は特急電車と呼ばれ他と区別された。
しかし、1950年代後半になってくると他線区でも電車による優等列車が走るようになり、1958年には電車による有料特急「こだま」の運行開始が予定されていたのと、同年には阪和線においても気動車による有料準急「きのくに」が運行を開始したため、阪和線の準急電車・急行電車・特急電車は1958年（昭和33年）10月の称号改正で特急電車が快速列車、急行及び準急電車が直行列車に改められた。

## 私鉄の特別急行列車
私鉄では南海電気鉄道が1926年（大正15年）12月3日に、初めてこの名前の列車を運転したといわれている。また、料金を別途必要とする有料制の特急列車については、近畿日本鉄道が1947年（昭和22年）に名古屋 - 上本町間において運転を開始した のが最初である。
利用するためには、鉄道会社によってJRと同様に乗車券のほかに特急料金（またはそれに類した追加料金）が必要なものと、乗車券だけで利用できるもの、および座席指定車と料金不要の自由席車の両方を連結したものの3種類がある。
また、私鉄にはオリジナルの列車種別が設定されていることも多く、用途や行先を冠することで、複数の「特急」（例：名鉄の場合ミュースカイ・快速特急・特急）が設定されているケースも少なくはない。また、近年では、ラッシュ時に「通勤特急」的な性格の列車が運転されているケースもある。

### 別料金特別急行列車

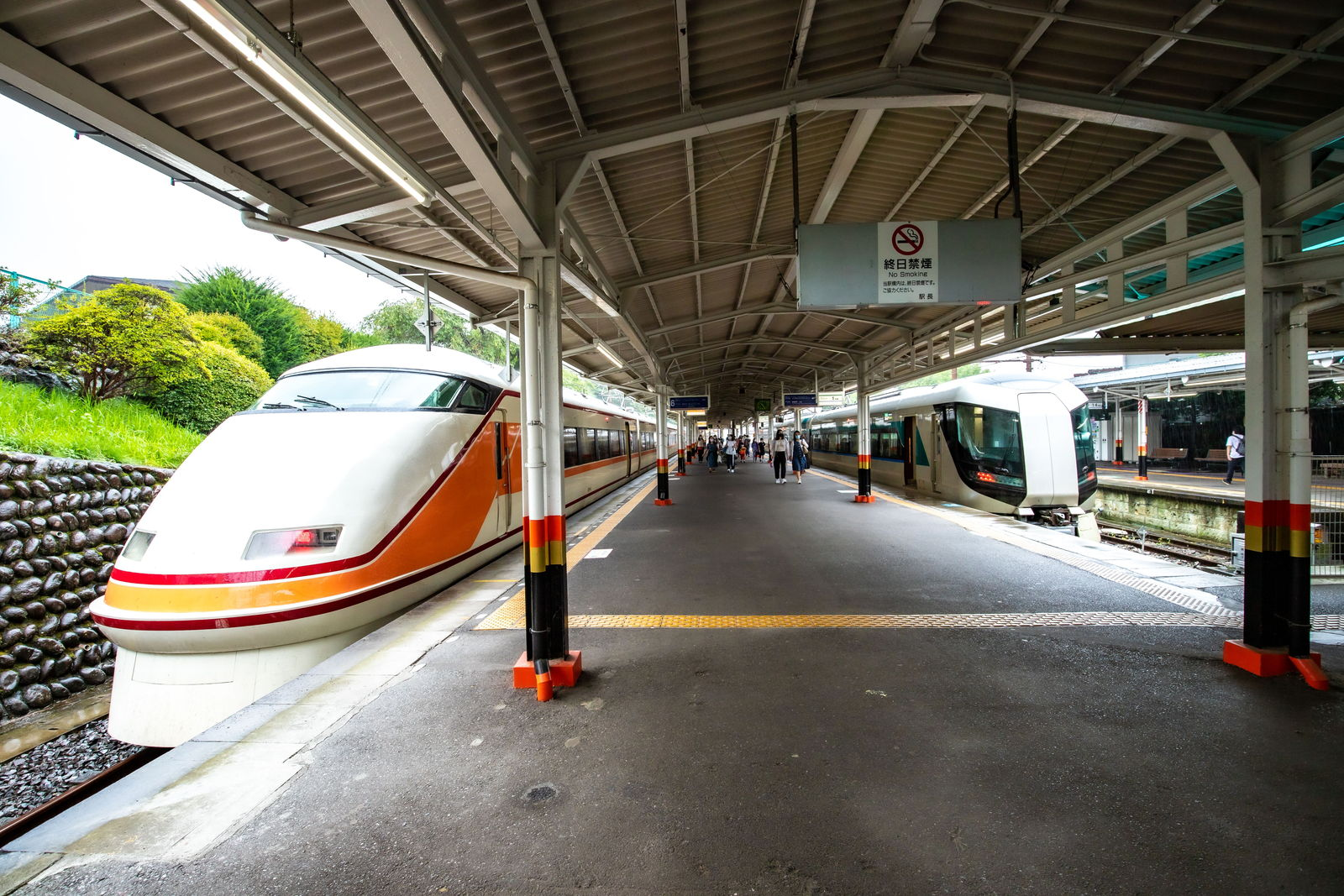
私鉄特急車両の一例　東武鉄道の100系「スペーシア」（左）と500系「リバティ」（右）

種別としての性格は、東武鉄道など特別急行料金を徴収するJRの特急列車と同等のものと、名古屋鉄道や京浜急行電鉄、京阪電気軌道など、本来特別急行料金は設定していなかったが、座席指定料として運賃とは別に料金を徴収するようになったものとがある。
JRと同様に、高速性、車内設備などが他の種別に使用している車両に比べて優れている特急用の専用車両が使用されており、差別化を図っている。一部の私鉄や第三セクター鉄道には、JR線から特急列車が乗り入れている（一部は相互直通運転を実施）。
なお、事業者によっては料金不要車両を併結する列車も運行されているが、これについては次項「#有料車両・料金不要車両連結列車」を参照。

#### 自社の専用車両を用いて運行する列車
- 特別を除く。
- 表記のものは、かつて（定期）運行されていた運行事業者・路線
- 列車愛称は現行愛称を中心に掲載（詳細は各種記事を参照）
- 通勤ライナーとして独立した列車種別で運行されている有料列車については列車種別#ライナーおよびホームライナー#私鉄・第三セクターにおける類似列車を参照。

| 運行事業者  | 愛称                              | 運行路線（通過駅あり） | 備考                                                                            |
| ----------- | --------------------------------- | ---------------------- | ------------------------------------------------------------------------------- |
| ×定山渓鉄道 | ×むいね ×もみじ ×しらかば ×みどり | ×定山渓鉄道線          | 1961年10月廃止。 『むいね』『もみじ』は下り、『しらかば』『みどり』は上り列車。 |

| 運行事業者 | 愛称                                         | 愛称 | 運行路線                                                | 運行路線                 | 備考 |
| 運行事業者 | ブランド名・通称                             | 列車愛称など | 通過駅あり                                              | 各駅に停車               | 備考 |
| ---------- | -------------------------------------------- | --- | ------------------------------------------------------- | ------------------------ | --- |
| 会津鉄道   |                                              | 会津 リバティ会津 | 会津線（一部各停）                                      | 会津線（一部各停）       | 500系「リバティ」で運行。 鬼怒川線・会津鬼怒川線・会津線内のみ相互利用の場合、乗車券のみで乗車可能。 ※鬼怒川線は早晩のみ東武ワールドスクウェア駅通過。 |
| 野岩鉄道   |                                              | 会津 リバティ会津 | 会津鬼怒川線（一部各停）                                | 会津鬼怒川線（一部各停） | 500系「リバティ」で運行。 鬼怒川線・会津鬼怒川線・会津線内のみ相互利用の場合、乗車券のみで乗車可能。 ※鬼怒川線は早晩のみ東武ワールドスクウェア駅通過。 |
| 東武鉄道   | 東武特急                                     | 会津 リバティ会津 | 伊勢崎線・日光線 鬼怒川線※                              | 鬼怒川線※                | 500系「リバティ」で運行。 鬼怒川線・会津鬼怒川線・会津線内のみ相互利用の場合、乗車券のみで乗車可能。 ※鬼怒川線は早晩のみ東武ワールドスクウェア駅通過。 |
| 東武鉄道   | 東武特急                                     | リバティきぬ | 伊勢崎線・日光線 鬼怒川線※                              | 鬼怒川線※                | 500系「リバティ」で運行。 鬼怒川線・会津鬼怒川線・会津線内のみ相互利用の場合、乗車券のみで乗車可能。 ※鬼怒川線は早晩のみ東武ワールドスクウェア駅通過。 |
| 東武鉄道   | 東武特急                                     | きぬ けごん リバティけごん ×きりふり ×しもつけ | 伊勢崎線・日光線 鬼怒川線（きぬ） ×宇都宮線（しもつけ） |                          | 『リバティけごん』は500系「リバティ」、『きぬ』『けごん』は100系「スペーシア」、 『きりふり』『しもつけ』は350系で運行。 1964-69年の間は1720系使用列車にD特急の列車種別を使用し、 1969-71年の間は1720系使用列車をA特急、1700系使用列車を B特急と列車種別で区別した。 |
| 東武鉄道   | 東武特急                                     | りょうもう リバティりょうもう | 伊勢崎線 桐生線（りょうもう） 佐野線（りょうもう）      |                          | 『りょうもう』は200系・250系、『リバティりょうもう』は500系「リバティ」で運行。 |
| 東武鉄道   | 東武特急                                     | スカイツリーライナー | 伊勢崎線                                                |                          | 特急ライナー |
| 東武鉄道   | 東武特急                                     | アーバンパークライナー | 伊勢崎線・野田線                                        |                          | 特急ライナー |
| 東武鉄道   |                                              | ×フライング東上 | ×東上本線                                               |                          | 1956年頃無料化。1962年急行格下げ。1967年廃止。 |
| 西武鉄道   | レッドアロー ラビュー スタジアムエクスプレス | ちちぶ むさし ドーム | 池袋線 西武秩父線（ちちぶ） 西武狭山線（ドーム）        |                          | |
| 西武鉄道   | レッドアロー ラビュー スタジアムエクスプレス | 小江戸 | 新宿線                                                  |                          | |
| 京成電鉄   | スカイライナー                               | スカイライナー | 本線 成田空港線                                         |                          | 列車種別もスカイライナーで、特急（無料）の上位に位置する。 |
| 京成電鉄   | スカイライナー                               | ×シティライナー | 本線                                                    |                          | 列車種別もシティライナーで、特急（無料）の上位に位置する。 2015年12月5日定期運行廃止。 |
| 小田急電鉄 | 小田急ロマンスカー                           | はこね スーパーはこね メトロはこね さがみ メトロさがみ えのしま メトロえのしま ホームウェイ メトロホームウェイ モーニングウェイ メトロモーニングウェイ | 小田原線 江ノ島線（えのしま） ×多摩線                   |                          | 列車種別は特急ロマンスカー 『はこね』が付く列車は小田急箱根直通 『メトロ』が付く列車は東京メトロ直通 『ホームウェイ』は全線設定（多摩線は2016年3月廃止） 『モーニングウェイ』は多摩線以外に設定                                                                      |
| 東京地下鉄 | 小田急ロマンスカー                           | はこね スーパーはこね メトロはこね さがみ メトロさがみ えのしま メトロえのしま ホームウェイ メトロホームウェイ モーニングウェイ メトロモーニングウェイ | 千代田線（メトロ系）                                    |                          | 列車種別は特急ロマンスカー 『はこね』が付く列車は小田急箱根直通 『メトロ』が付く列車は東京メトロ直通 『ホームウェイ』は全線設定（多摩線は2016年3月廃止） 『モーニングウェイ』は多摩線以外に設定                                                                      |
| 小田急箱根 | 小田急ロマンスカー                           | はこね スーパーはこね メトロはこね さがみ メトロさがみ えのしま メトロえのしま ホームウェイ メトロホームウェイ モーニングウェイ メトロモーニングウェイ | 鉄道線（はこね系）                                      |                          | 列車種別は特急ロマンスカー 『はこね』が付く列車は小田急箱根直通 『メトロ』が付く列車は東京メトロ直通 『ホームウェイ』は全線設定（多摩線は2016年3月廃止） 『モーニングウェイ』は多摩線以外に設定                                                                      |

| 運行事業者       | 愛称              | 愛称                                      | 運行路線 | 運行路線        | 備考 |
| 運行事業者       | ブランド名・通称  | 列車愛称など                              | 通過駅あり                                                                                                   | 各駅に停車      | 備考 |
| ---------------- | ----------------- | ----------------------------------------- | --- | --------------- | --- |
| 富士山麓電気鉄道 |                   | フジサン特急 富士山ビュー特急             | 大月線 | 河口湖線        | 河口湖線区間のみ利用の場合は特急料金不要 |
| 長野電鉄         |                   | ゆけむり スノーモンキー                   | 長野線 |                 | 列車種別はA特急、B特急およびS特急 かつてはC特急、D特急、E特急も存在した                                                                                        |
| 富山地方鉄道     |                   | うなづき くろべ                           | 本線 |                 | |
| 富山地方鉄道     | アルペン特急 立山 | 本線 立山線                               | |                 | |
| 大井川鐵道       |                   | きかんしゃトーマス号                      | 大井川本線                                                                                                   |                 | 新金谷→家山→新金谷間の往復運転で折り返す家山駅では乗降不可 |
| 名古屋鉄道       | 名鉄特急          | ミュースカイ                              | 名古屋本線 常滑線・空港線 犬山線・広見線・×各務原線                                                          |                 | 列車種別はミュースカイ 2008年12月27日改正以前は全車特別車の特急および快速特急 各務原線は2021年5月22日廃止                                                      |
| 名古屋鉄道       | 名鉄特急          | ×（全車特別車特急） ×（全車指定席車特急） | ×名古屋本線・×豊川線 ×西尾線・×蒲郡線 ×常滑線・×空港線 ×河和線・×知多新線 ×津島線 ×犬山線・×広見線 ×各務原線 | ×尾西線 ×小牧線 | 列車種別は特急及び快速特急 1999年5月9日までは全車指定席車・座席指定券 1999年5月10日からは全車特別車・特別車両券（ミューチケット） 2008年12月27日改正までに全廃 |
| 名古屋鉄道       | 名鉄特急          | ×パノラマDX                               | ×名古屋本線 ×常滑線 ×河和線・×知多新線 ×犬山線                                                               |                 | 列車種別はデラックス特急 券種はデラックス座席指定券 1992年11月24日廃止                                                                                         |

| 運行事業者                     | 愛称             | 愛称                           | 運行路線                                                              | 運行路線                   | 備考 |
| 運行事業者                     | ブランド名・通称 | 列車愛称など                   | 通過駅あり                                                            | 各駅に停車                 | 備考 |
| ------------------------------ | ---------------- | ------------------------------ | --------------------------------------------------------------------- | -------------------------- | --- |
| 近畿日本鉄道                   | 近鉄特急         | ひのとり                       | 難波線・奈良線 大阪線・名古屋線                                       |                            | 特色のある車両については車両愛称があるが、列車愛称は付与していない。 湯の山線の特急は2004年定期運行廃止。       |
| 近畿日本鉄道                   | 近鉄特急         | しまかぜ                       | 難波線・奈良線 京都線・橿原線 大阪線・名古屋線 山田線・鳥羽線・志摩線 |                            | 伊勢志摩や吉野の観光地へ向かう旅客のための「観光特急」として運行。 特急券の他に専用の専用の車両券が必要となる。 |
| 近畿日本鉄道                   | 近鉄特急         | 青の交響曲                     | 南大阪線・吉野線                                                      |                            | 伊勢志摩や吉野の観光地へ向かう旅客のための「観光特急」として運行。 特急券の他に専用の専用の車両券が必要となる。 |
| 近畿日本鉄道                   | 近鉄特急         | あをによし                     | 奈良線・大阪線（布施〜上本町間）・なんば線                            |                            | |
| 南海電気鉄道                   |                  | ラピートα ラピートβ            | 南海本線                                                              | 空港線                     | |
| 南海電気鉄道                   | こうや りんかん  | 南海本線 高野線                |                                                                       |                            | |
| 南海電気鉄道                   | 泉北ライナー     | 南海本線 高野線 泉北高速鉄道線 |                                                                       | 全区間の運行を南海に委託。 | |
| 泉北高速鉄道                   | 泉北ライナー     | 南海本線 高野線 泉北高速鉄道線 |                                                                       | 全区間の運行を南海に委託。 | |
| WILLER TRAINS （京都丹後鉄道） |                  | たんごリレー                   | 宮福線 宮豊線                                                         |                            | |

| 運行事業者    | 運行路線（通過駅あり） | 備考                |
| ------------- | ---------------------- | ------------------- |
| ×一畑電気鉄道 | ×北松江線              | 1973年5月15日廃止。 |

#### 国鉄・JRと直通運転を行う列車

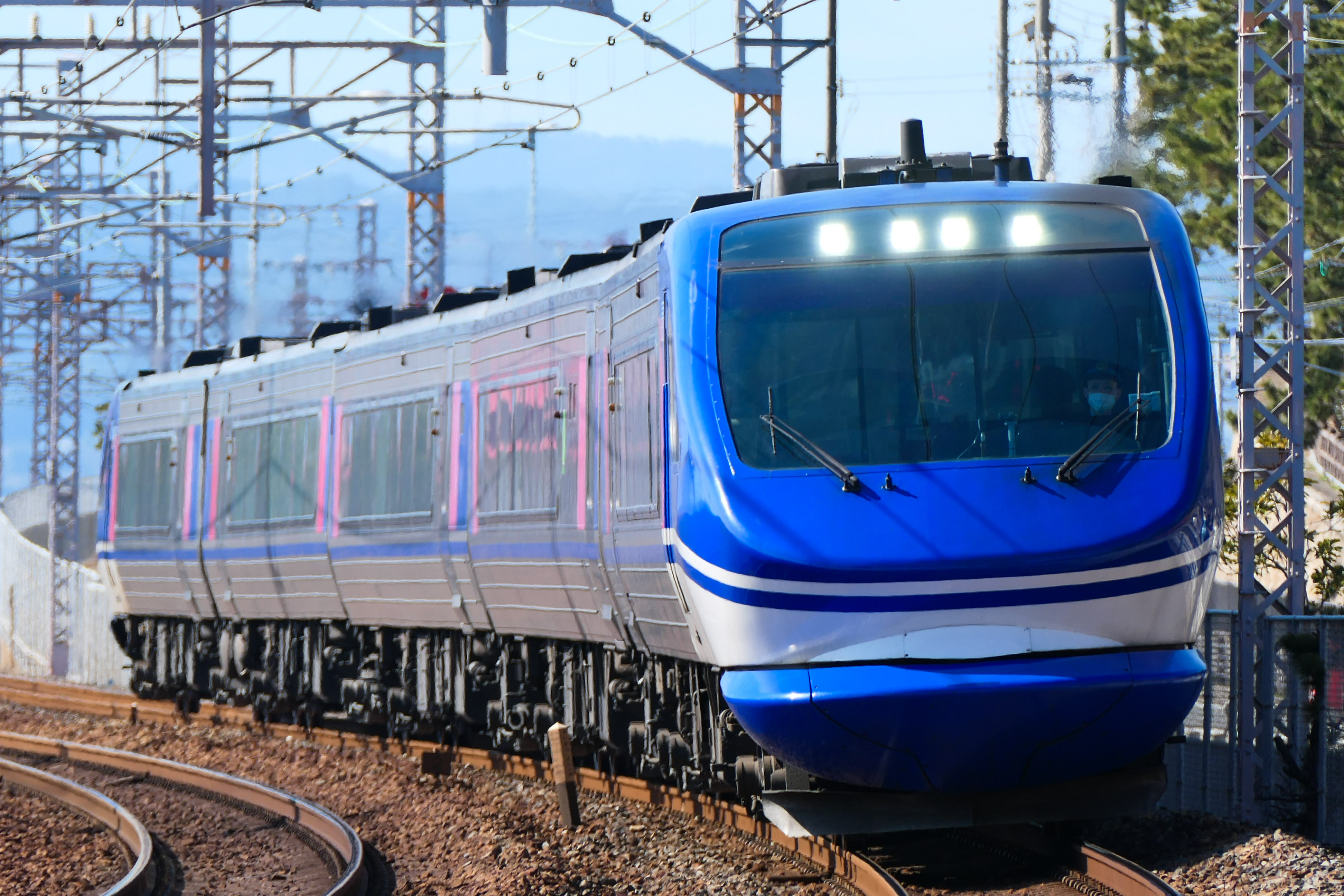
智頭急行の自社車両HOT7000系によるJR直通特急「スーパーはくと」

| 運行事業者      | 運行事業者 | 運行事業者         | 愛称                                   | 運行路線           | 備考 |
| --------------- | ---------- | ------------------ | -------------------------------------- | ------------------ | --- |
| JR東日本        | →          | 富士山麓電気鉄道   | 富士回遊                               | 富士急行線         | JR東日本車両で運行 全列車が「あずさ」または「かいじ」と併結（臨時列車を除く） 富士急行線相互の利用は空席に限定される                                                        |
| JR東日本        | →          | 伊豆急行           | 踊り子 サフィール踊り子                | 伊豆急行線         | JR東日本車両で運行 |
| JR東日本 JR東海 | →          | 伊豆箱根鉄道       | 踊り子                                 | 駿豆線             | JR東日本→JR東海→伊豆箱根鉄道の直通運転 JR東日本車両で運行 駿豆線内は2021年3月12日までは快速、以降は特急 駿豆線相互の利用は2021年3月12日までは自由席、以降は空席に限定される |
| JR東日本        | →          | えちごトキめき鉄道 | しらゆき                               | 妙高はねうまライン | JR東日本車両で運行 妙高はねうまライン相互の利用は自由席に限定される |
| JR東海 JR西日本 | →          | 伊勢鉄道           | 南紀                                   | 伊勢線             | JR東海→伊勢鉄道→JR東海→JR西日本の直通運転 JR東海車両で運行 特急料金のみ設定。グリーン料金の設定なし 伊勢線内相互の利用は自由席に限定される                                  |
| JR西日本        | →          | IRいしかわ鉄道     | サンダーバード 能登かがり火 花嫁のれん | IRいしかわ鉄道線   | JR西日本（「サンダーバード」のみ）→IRいしかわ鉄道→JR西日本の直通運転 特急料金のみ設定 グリーン料金の設定なし 「花嫁のれん」は特定日に運行                                   |
| ×JR四国         | →          | ×阿佐海岸鉄道      | ×うずしお ×剣山 ×むろと                | ×阿佐東線          | 阿佐東線内は普通列車。 1999年うずしおの系統分割に伴いむろとに乗り入れ変更。2001年むろと乗り入れ廃止。2008年剣山の乗り入れ廃止。2009年再開。2011年剣山の乗り入れ廃止。       |

| 運行事業者              | 運行事業者 | 運行事業者    | 愛称        | 運行路線             | 備考 |
| ----------------------- | ---------- | ------------- | ----------- | -------------------- | --- |
| JR東海                  | ←          | 小田急電鉄    | ふじさん    | 小田原線             | JR御殿場線直通。 |
| ×国鉄 ×JR東海 ×JR西日本 | ←          | ×名古屋鉄道   | ×北アルプス | ×名古屋本線・×犬山線 | 名鉄→国鉄→地鉄の直通運転。全区間名鉄車使用 国鉄分割民営化後は名鉄→JR東海→JR西日本の直通運転 地鉄直通は1984年7月1日廃止。JR西日本直通は1990年3月10日廃止。JR東海直通は2001年10月1日廃止。 |
| ×国鉄 ×JR東海 ×JR西日本 | →          | ×富山地方鉄道 | ×北アルプス | ×本線・×立山線       | 名鉄→国鉄→地鉄の直通運転。全区間名鉄車使用 国鉄分割民営化後は名鉄→JR東海→JR西日本の直通運転 地鉄直通は1984年7月1日廃止。JR西日本直通は1990年3月10日廃止。JR東海直通は2001年10月1日廃止。 |

| 運行事業者          | 運行事業者 | 運行事業者                     | 愛称                              | 運行路線        | 備考 |
| ------------------- | ---------- | ------------------------------ | --------------------------------- | --------------- | --- |
| JR東日本            | ↔︎          | 東武鉄道                       | スペーシア日光 スペーシアきぬがわ | 日光線 鬼怒川線 | |
| JR西日本            | ↔︎          | WILLER TRAINS （京都丹後鉄道） | はしだて                          | 宮福線 宮豊線   | JR所有車両は電車、京都丹後鉄道車両は気動車と、乗り入れ車両種が異なる。                                                                           |
| JR西日本            | ↔︎          | 智頭急行                       | スーパーはくと スーパーいなば     | 智頭線          | JR西日本→智頭急行→JR西日本の直通運転 智頭急行車両の管理をJR西日本に委託                                                                          |
| ×JR西日本 JR四国    | ↔︎          | 土佐くろしお鉄道               | ×南風 しまんと あしずり           | 中村線 宿毛線   | 土佐くろしお鉄道所有車両の管理をJR四国に委託。他はJR四国車両を使用 「南風」の直通（JR西日本→JR四国→土佐くろしお鉄道直通運転）は2020年3月14日廃止 |
| ×JR東日本 ×JR西日本 | ↔︎          | ×北越急行                      | ×はくたか                         | ×ほくほく線     | JR東日本↔︎北越急行↔︎JR西日本の直通運転。 北越急行所有車両の管理をJR西日本に委託。 JR東日本の車両は2005年で撤退、2015年3月13日廃止。                |

### 有料車両・料金不要車両連結列車
京浜急行電鉄（土休日昼間の指定列車）、名古屋鉄道（「ミュースカイ」を除く）、南海電気鉄道（「サザン」「天空」のみ）、京阪電気鉄道（8000系、3000系）および阪急電鉄（9300系の一部、2300系）では、有料車両と料金不要車両の両方を連結する列車が運転されている。この場合、有料車両については専用車両で指定席、料金不要車両については一般車両で自由席となっている。
| 運行事業者   | 愛称             | 愛称                                          | 運行路線                                                          | 運行路線               | 備考 |
| 運行事業者   | ブランド名・通称 | 列車愛称など                                  | 通過駅あり                                                        | 各駅に停車             | 備考 |
| ------------ | ---------------- | --------------------------------------------- | ----------------------------------------------------------------- | ---------------------- | --- |
| 京浜急行電鉄 | ウィング・シート | ×ラ・メール号 ×パルラータ号 ×快速特急南房総号 | 京急本線                                                          | 久里浜線               | 列車種別は「快特」。指定列車の2号車のみ座席指定。乗車駅が指定されており、一部停車駅からのみ発売。 |
| 名古屋鉄道   | 名鉄特急         |                                               | 名古屋本線・×西尾線 常滑線・空港線・河和線 津島線 犬山線・×広見線 | 豊川線 知多新線 尾西線 | 列車種別は「特急」および「快速特急」。ミューチケットを必要とする特別車両を「特別車」、それ以外を「一般車」と呼称。 特別車はリクライニングシート、一般車は通常転換クロスシート車または転換セミクロスシート車、およびロングシート車のいずれか。 広見線・西尾線は2023年3月18日廃止 |
| 南海電気鉄道 |                  | サザン                                        | 南海本線                                                          | 和歌山港線             | 指定席車はリクライニングシート車であるが、自由席車は通勤形のロングシート。 |
| 南海電気鉄道 | 天空             | 高野線                                        |                                                                   | 展望車のみ座席指定。   | |
| 京阪電気鉄道 | 京阪特急         | 洛楽（快速特急）                              | 京阪本線 鴨東線                                                   |                        | 列車種別は「快速特急」（快速特急「洛楽」）・「特急」・「快速急行」。座席指定車「プレミアムカー」はリクライニングシート、自由席車は転換セミクロスシート車。特急専用車8000系は、これに加えて2階建て車両「ダブルデッカー」（自由席）も連結している。                               |
| 阪急電鉄     | PRiVACE          |                                               | 阪急京都本線                                                      |                        | 列車種別は「特急」・「通勤特急」・「準特急」。座席指定車「PRiVACE」はリクライニングシート、自由席車は転換セミクロスシート車。 |

### 料金不要の「特急」
他の列車種別より停車駅が少ないもの、いわゆる最速達列車として「特急」を運行している事業者も存在する。そのため、他種別の列車と同じく通勤形車両を用いるのが一般的である。ゆえに、このタイプの「特急」は JR における「特別快速」または「新快速」（前述した国鉄阪和線における特急電車と類似、いわゆる普通列車の一種）と同義の種別であると考えることができる（「急行列車#料金不要の「急行」」も参照）が、一部の私鉄には快速に相当する種別を「特急」として、その上に「快特（快速特急）」といった、さらに上位の種別を設定している事業者もある。しかし、競合する他事業者の鉄道路線がある場合には、料金不要の列車といえども車内設備や性能の優れた専用車両を充当することがある。
こうした例は、東海道線や横須賀・総武快速線と競合する京浜急行電鉄と京成電鉄、中央線快速と競合する京王電鉄、中京地区で東海道本線と競合する名古屋鉄道、JR京都線・JR神戸線と競合する阪急電鉄・京阪電気鉄道・阪神電気鉄道・山陽電気鉄道、鹿児島本線と競合する西日本鉄道に見られる。
- 臨時列車を除く。
- 表中の「派生種別」については特急の派生に限る。急行・準急など他の派生種別は各項を参照。
- 「×」表記のものはかつて（定期）運行されていた運行事業者・路線および派生種別。
- 表中の「廃止日」は、原則として当該列車が設定されなくなったダイヤ改正日を示すが、一部は運行された最終日を記載しているものもある。

| 運行事業者                  | 運行路線               | 運行路線               | 派生種別 | 備考 |
| 運行事業者                  | 通過駅あり             | 各駅に停車             | 派生種別 | 備考 |
| --------------------------- | ---------------------- | ---------------------- | --- | --- |
| 東武鉄道                    | ×伊勢崎線 ×日光線      |                        | | 1948年6月運行休止。同年6月から8月まで進駐軍専用車。 1948年8月以降は有料・座席指定。 |
| 東武鉄道                    | 東上本線               |                        | ×特急 川越特急 | 従来の特急は2008年6月廃止。 2019年3月16日より川越特急を新設。 |
| 芝山鉄道                    |                        | 芝山鉄道線             | 快速特急 通勤特急 | 都営浅草線よりエアポート快特が直通するが 3社線内では種別を変更する。 |
| 北総鉄道                    | 北総線                 |                        | | 都営浅草線よりエアポート快特が直通するが 3社線内では種別を変更する。 |
| 京成電鉄                    | 本線 押上線 成田空港線 | 東成田線               | 快速特急 ×エアポート特急 アクセス特急 通勤特急                                                                        | 都営浅草線よりエアポート快特が直通するが 3社線内では種別を変更する。 |
| 東京都交通局 （都営地下鉄） |                        | 浅草線                 | エアポート快特 快特（快速特急） ×エアポート特急 アクセス特急 通勤特急                                                 | 乗り入れ列車種別がそのまま援用されるが、エアポート快特以外は線内各停。 |
| 京浜急行電鉄                | 本線                   | 久里浜線 空港線 逗子線 | エアポート快特 快特（快速特急） ×通勤快特 ×エアポート特急 ×ハイキング特急 ×週末特急 ×海水浴特急 アクセス特急 通勤特急 | 快速特急、アクセス特急、通勤特急は 直通先の京成線内の列車種別で京急線内は案内上の表示のみ。 |
| 京王電鉄                    | 京王線 高尾線 相模原線 |                        | ×準特急 | 案内上，単に「新宿行き」と表示される列車（京王線新宿駅発着列車）を含め、京王新線は経由しない。 2022年3月12日のダイヤ改正で特急に統合。                                                                                   |
| 東急電鉄                    | 東横線                 |                        | 通勤特急 | 東京メトロ副都心線および東武東上線・西武有楽町線・池袋線へ乗り入れる。 大半の列車をFライナーと称するが、直通先での列車種別は特急ではない。                                                                               |
| 横浜高速鉄道                | みなとみらい線         |                        | 通勤特急 | 東京メトロ副都心線および東武東上線・西武有楽町線・池袋線へ乗り入れる。 大半の列車をFライナーと称するが、直通先での列車種別は特急ではない。                                                                               |
| 相模鉄道                    | 本線 いずみ野線        | 相鉄新横浜線           | 通勤特急 | JR線直通列車はJR新宿駅まで普通（各駅停車）、 新宿駅以北埼京線・川越線内は各駅停車・快速・通勤快速 東急新横浜線・東急東横線・東急目黒線直通列車は、新横浜駅にみて、急行・各駅停車(東急目黒線直通列車のみ)に種別変更する。 |

| 運行事業者             | 運行路線 | 運行路線   | 派生種別                                                 | 備考 |
| 運行事業者             | 通過駅あり | 各駅に停車 | 派生種別                                                 | 備考 |
| ---------------------- | --- | ---------- | -------------------------------------------------------- | --- |
| ×京福電気鉄道 福井本社 | ×越前本線 |            |                                                          | 2000年廃止 |
| 名古屋鉄道             | 名古屋本線 ×豊川線 西尾線 ×蒲郡線 ×三河線 ×挙母線 常滑線 空港線 河和線 ×津島線 ×尾西線 ×犬山線 ×広見線 ×八百津線 ×各務原線 ×小牧線 | ×知多新線  | ×超特急                                                  | 全車一般車特急（旧・全車一般席車特急、一般特急） 豊川線の一般特急は1969年7月5日廃止（正月臨時輸送は1999年まで継続） 挙母線の一般特急は1973年3月3日廃止（廃線） 三河線の一般特急は1974年9月16日廃止 八百津線の一般特急は同年翌9月17日改正以降に廃止 津島線・尾西線の一般特急は翌1975年9月15日廃止 小牧線（犬山 - 明治村口間）の一般特急の有料化時期不明 蒲郡線の一般特急は1977年3月19日廃止 犬山線・各務原線・広見線の一般特急は1977年3月19日廃止 （翌日改正で「高速」に変更） 知多新線の一般特急は2023年3月18日改正廃止 |
| 名古屋鉄道             | ×瀬戸線 |            |                                                          | 1977年3月19日廃止 |
| ×知多鉄道              | ×知多鉄道線 ×常滑線 |            |                                                          | 名古屋鉄道合併まで運行、合併後も運行継続（戦時中に廃止） |
| ×愛知電気鉄道          | ×知多鉄道線 ×常滑線 |            |                                                          | 名古屋鉄道合併まで運行、合併後も運行継続（戦時中に廃止） |
| ×豊橋線                | | ×超特急    | 名古屋鉄道合併まで運行、合併後も運行継続（戦時中に廃止） | |

| 運行事業者                  | 運行路線                            | 運行路線    | 派生種別                                        | 備考                                                                                      |
| 運行事業者                  | 通過駅あり                          | 各駅に停車  | 派生種別                                        | 備考                                                                                      |
| --------------------------- | ----------------------------------- | ----------- | ----------------------------------------------- | ----------------------------------------------------------------------------------------- |
| ×伊勢電気鉄道               | ×本線                               |             |                                                 | 参宮急行電鉄合併まで運行、合併後も運行継続 1938年12月に急行に統合                         |
| ×関西急行電鉄               | ×関西急行電鉄線                     |             |                                                 | 参宮急行電鉄合併まで運行、合併後も運行継続 1938年12月に急行に統合                         |
| ×大阪電気軌道               | ×奈良線 ×桜井線                     |             |                                                 | 1938年12月に急行に統合                                                                    |
| ×参宮急行電鉄               | ×参急本線 ×津線 ×名古屋伊勢本線     |             |                                                 | 1938年12月に急行に統合                                                                    |
| ×大阪鉄道                   | ×本線                               |             |                                                 | 1940年頃に運行（近鉄特急史）                                                              |
| ×近畿日本鉄道               | ×大阪線 ×奈良線                     | ×難波線     |                                                 | 1972年11月6日廃止 翌日改正から快速急行に                                                  |
| ×近畿日本鉄道               | ×奈良線 ×橿原線 ×京都線（旧奈良電） |             |                                                 | 近畿日本鉄道合併まで運行、合併後も運行継続 1964年8月2日廃止 奈良電気鉄道#特急電車も参照   |
| ×奈良電気鉄道               | ×奈良線 ×橿原線 ×京都線（旧奈良電） |             |                                                 | 近畿日本鉄道合併まで運行、合併後も運行継続 1964年8月2日廃止 奈良電気鉄道#特急電車も参照   |
| ×南海電気鉄道               | ×南海本線                           | ×和歌山港線 |                                                 | 2012年3月31日廃止                                                                         |
| ×南海電気鉄道               | ×南海本線 ×高野線                   |             |                                                 | 1952年7月18日廃止 19日より有料化                                                          |
| ×阪和電気鉄道 （×南海鉄道） | ×本線 （×山手線）                   |             | ×超特急                                         | 南海鉄道時代に廃止                                                                        |
| 京阪電気鉄道                | 京阪本線 鴨東線                     |             | ×K特急 快速特急                                 | 詳細は京阪特急を参照                                                                      |
| 京阪電気鉄道                | ×京津線                             |             |                                                 | 1934年設定（廃止時期不明）                                                                |
| 京阪電気鉄道                | ×新京阪線                           |             | ×超特急                                         | 旧新京阪鉄道。京阪神急行電鉄時代に一旦廃止                                                |
| 阪急電鉄                    | 京都本線                            |             | ×快速特急A 快速特急 通勤特急 準特急             | 2022年12月17日のダイヤ改正で快速特急Aを廃止し、快速急行を準特急に改称                     |
| 阪急電鉄                    | 神戸本線                            | 神戸高速線  | 通勤特急 準特急 S特急                           | S特急は山陽電鉄線内始発のみ 2022年12月17日のダイヤ改正で快速急行を準特急に改称            |
| 阪急電鉄                    | 宝塚本線                            |             | 通勤特急                                        | 詳細は日生エクスプレスを参照                                                              |
| 能勢電鉄                    | 妙見線                              | 日生線      |                                                 | 詳細は日生エクスプレスを参照                                                              |
| ×神戸電鉄                   | ×有馬線 ×三田線                     | ×神戸高速線 |                                                 | 1998年3月21日廃止 現在は特快速が最上位種別。                                              |
| 阪神電気鉄道                | 本線 ×西大阪線                      | 神戸高速線  | 直通特急 ×西大阪線特急 区間特急 ×夜間特急 S特急 |                                                                                           |
| 山陽電気鉄道                |                                     | 本線        | 直通特急 ×通勤特急 S特急                        | 西代駅 - 須磨浦公園駅間の系統は各駅に停車。 東二見駅 - 山陽姫路駅間系統は通過運転を行う。 |

| 運行事業者 | 運行路線        | 運行路線   | 派生種別  | 備考                                                                                    |
| 運行事業者 | 通過駅あり      | 各駅に停車 | 派生種別  | 備考                                                                                    |
| ---------- | --------------- | ---------- | --------- | --------------------------------------------------------------------------------------- |
| 一畑電車   | 北松江線 大社線 |            | ×通勤特急 | 転換クロスシート車両には「スーパーライナー」の愛称が付く。 大社線は土・日・祝のみ運行。 |
| 西日本鉄道 | 天神大牟田線    |            |           | 詳細は西鉄特急を参照                                                                    |

### 私鉄における特急のバリエーション
- 有料列車として運行されている列車種別については私鉄有料特急の節を参照。
- 通勤ライナーとして運行されている列車種別については「列車種別#ライナー」および「ホームライナー#私鉄・第三セクターにおける類似列車」を参照。
- 以下の種別については各記事を参照。
  - 超特急
  - 快速特急（快特、通勤快特、快速特急A含む）およびその派生種別
  - エアポート快特（エアポート特急含む）
  - 直通特急（直通特急 (阪神・山陽)も参照）
  - 準特急
- 「序列」は各事業者内の列車種別における特急に対する位置関係を示す
  - 上位／同位／下位：特急と比べて停車駅が少ない／同じ／多い
  - 千鳥：特急通過駅に停車する一方で一部の特急停車駅を通過する
  - なし：派生種別のみで「特急」が運行されていない
- 「×」表記のものはかつて（定期）運行されていた運行事業者・路線

| 種別名          | 運行事業者    | 序列 | 運行路線                | 運行路線                                    | 備考 |
| 種別名          | 運行事業者    | 序列 | 通過駅あり              | 各駅に停車                                  | 備考 |
| --------------- | ------------- | ---- | ----------------------- | ------------------------------------------- | --- |
| 通勤特急        | 京成電鉄      | 下位 | 本線 押上線             | 東成田線                                    | 3代目（2代目は特急より上位） 直通先（都営地下鉄、京浜急行電鉄）でも案内表示のみ行われる                                                                             |
| 通勤特急        | 芝山鉄道      | 下位 |                         | 芝山鉄道線                                  | 3代目（2代目は特急より上位） 直通先（都営地下鉄、京浜急行電鉄）でも案内表示のみ行われる                                                                             |
| 通勤特急        | ×京浜電気鉄道 | 不明 | 本線                    |                                             | 1925年頃運行 |
| 通勤特急        | 東急電鉄      | 下位 | 東横線                  |                                             | 東京地下鉄以北へ乗入れるが直通先での列車種別は特急ではない |
| 通勤特急        | 横浜高速鉄道  | 下位 | みなとみらい線          |                                             | 東京地下鉄以北へ乗入れるが直通先での列車種別は特急ではない |
| 通勤特急        | 相模鉄道      | 下位 | 本線、いずみ野線        |                                             | いずみ野線の通勤特急は東急線直通列車のみ |
| 通勤特急        | 阪急電鉄      | 千鳥 | 京都本線                |                                             | 3代目（2代目は特急より上位） 西院駅、大宮駅に停車するが淡路駅を通過する                                                                                             |
| 通勤特急        | 阪急電鉄      | 下位 | 宝塚本線                |                                             | |
| 通勤特急        | 阪急電鉄      | 下位 | 神戸本線                | 神戸高速線                                  | |
| 通勤特急        | 阪急電鉄      | 下位 | ×本線                   | ×（阪急）神戸本線 ×神戸高速線 ×（阪神）本線 | 山陽電鉄の阪神・阪急乗り入れ 1991年4月改正でS特急に変更 |
| 通勤特急        | ×山陽電気鉄道 | 下位 | ×本線                   | ×（阪急）神戸本線 ×神戸高速線 ×（阪神）本線 | 山陽電鉄の阪神・阪急乗り入れ 1991年4月改正でS特急に変更 |
| 通勤特急        | ×阪神電気鉄道 | 下位 | ×本線                   | ×（阪急）神戸本線 ×神戸高速線 ×（阪神）本線 | 山陽電鉄の阪神・阪急乗り入れ 1991年4月改正でS特急に変更 |
| 通勤特急        | ×一畑電気鉄道 | 下位 | ×北松江線               | ×大社線                                     | [ 36 ] [ 13 ] |
| 区間特急        | 阪神電気鉄道  | 千鳥 | 本線                    |                                             | 魚崎駅 - 香櫨園駅間各駅と今津駅、野田駅に停車するが西宮駅を通過する                                                                                                 |
| ×K特急          | 京阪電気鉄道  | 上位 | ×京阪本線 ×鴨東線       |                                             | 2008年10月18日廃止 19日の改正で快速特急、特急に変更 |
| ×K特急          | 京阪電気鉄道  | なし | ×京阪本線               | ×交野線                                     | 2008年10月18日廃止、19日の改正で通勤快急「おりひめ」に変更 |
| S特急           | 山陽電気鉄道  | 千鳥 | 本線                    |                                             | 山陽電鉄の阪神・阪急乗り入れ 山陽電鉄線内、西代駅 - 須磨浦公園駅間は速達運転を行い 特急よりも上位であるが、東二見駅 - 山陽姫路駅間は 各駅に停車するため下位となる。 |
| S特急           | 阪神電気鉄道  | 上位 | 神戸高速線              |                                             | 山陽電鉄の阪神・阪急乗り入れ 山陽電鉄線内、西代駅 - 須磨浦公園駅間は速達運転を行い 特急よりも上位であるが、東二見駅 - 山陽姫路駅間は 各駅に停車するため下位となる。 |
| S特急           | 阪急電鉄      | 同位 |                         | 神戸高速線                                  | 山陽電鉄の阪神・阪急乗り入れ 山陽電鉄線内、西代駅 - 須磨浦公園駅間は速達運転を行い 特急よりも上位であるが、東二見駅 - 山陽姫路駅間は 各駅に停車するため下位となる。 |
| アクセス特急    | 京成電鉄      | 上位 | 本線 押上線             |                                             | 直通先（都営地下鉄、京浜急行電鉄）でも案内表示のみ行われる |
| 川越特急        | 東武鉄道      | なし | 東上本線                |                                             | 2019年3月16日新設 ロング・クロスシート転換可能シート車両のみに限定運用される。                                                                                      |
| ×ハイキング特急 | 京浜急行電鉄  | 上位 | ×本線 ×逗子線 ×久里浜線 |                                             | 1965年秋廃止 |
| ×週末特急       | 京浜急行電鉄  | 上位 | ×本線 ×逗子線 ×久里浜線 | 1968年6月廃止                               | |
| ×海水浴特急     | 京浜急行電鉄  | 上位 | ×本線 ×逗子線 ×久里浜線 | 1973年廃止                                  | |
| ×西大阪線特急   | 阪神電気鉄道  | 千鳥 | ×本線 ×西大阪線         |                                             | 尼崎駅に停車するが御影駅、芦屋駅を通過する 1974年11月廃止 |
| ×夜間特急       | 阪神電気鉄道  | 下位 | ×本線                   |                                             | 1959年頃設定（廃止時期不明） |

このほか、「特急」に類似する種別としては以下のようなものがある。詳細は各記事を参照。
- 最急行（最大急行含む）
- 高速
- 直行

## 路面電車の特急運転

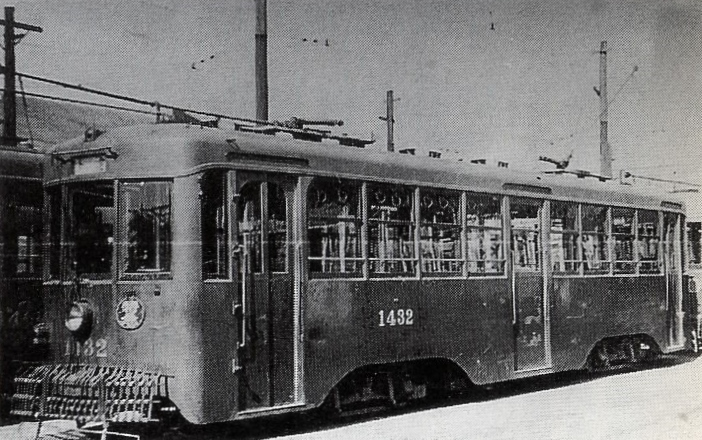
特急表示板を掲示した名古屋市電

名古屋市電気局（名古屋市電）では戦時中、他の市電と同じく節電目的で一部の停留場を通過する急行運転を1940年より実施していたが、1943年から1945年の間には通過停留場をさらに増やした特急が設定されていた。

## 鉄道以外における「特急」

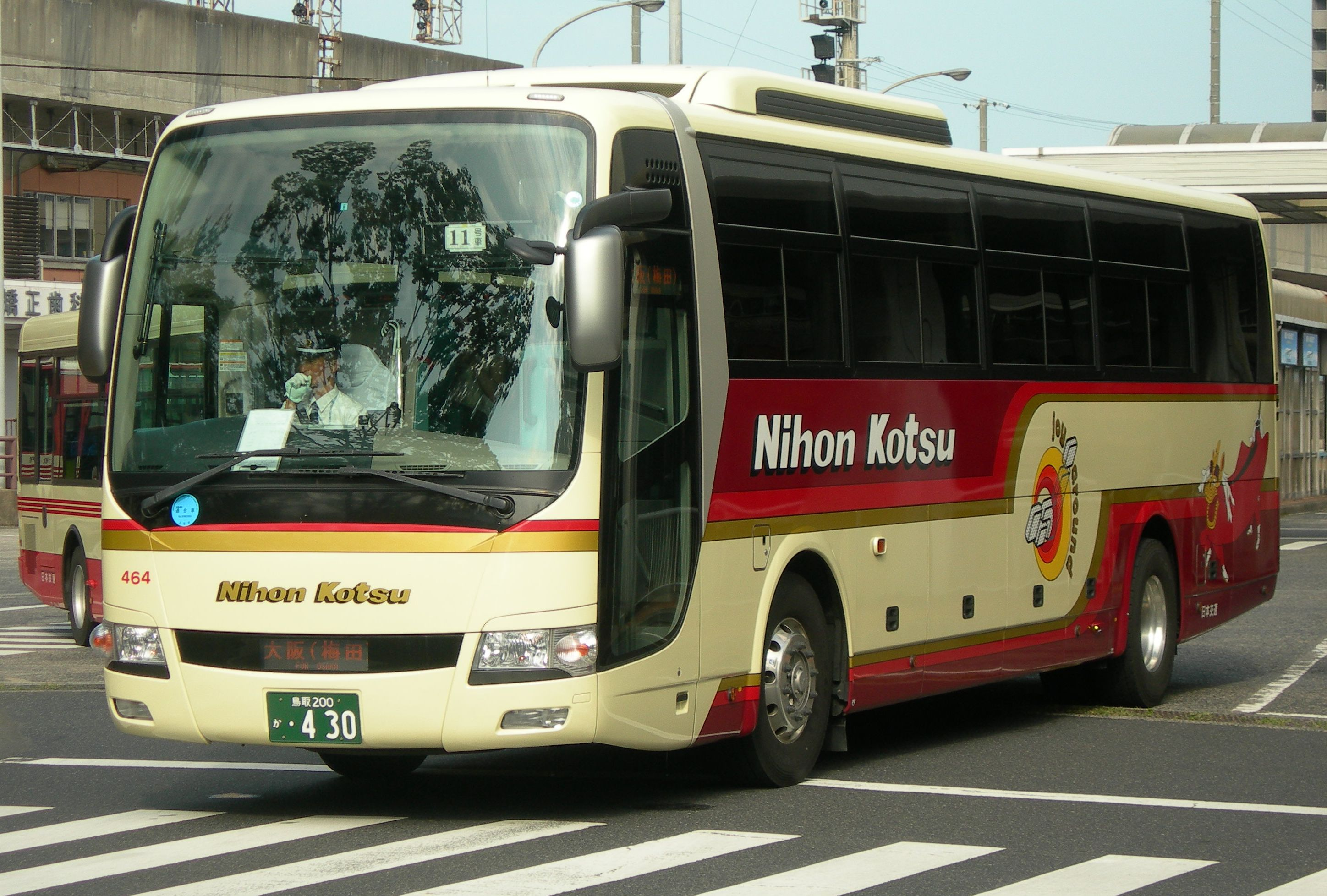
特急バスの例：山陰特急バス（日本交通）

バスにおいても、特に停車する停留所を限定している系統が「特急」を名乗る場合がある（例：特急仙台・山形線、山陰特急バス）。ただしその中でも高速道路を主として走行する物は「高速バス」と呼ばれることが多い。「高速バス」「急行バス」の項目も参照のこと。
ちなみに阪急バスでは、高速バスの方向幕表示を通常「高速 高知」「高速 長野」などと表示しているが（LED 幕車では行き先のみ表示）、スーパーノンストップ便に関しては「特急 福岡」「特急 有馬温泉」と標示し、「特急」を「高速」よりも格上の存在と位置づけている。
フェリーに関しては1971年から2005年まで、「特急」と冠した「大阪高知特急フェリー」が存在した。

## 日本国外の例
列車種別の分類は国や鉄道事業者によってまちまちであるが、そのうち他の列車より速い、専用車両を用いる、特別料金を必要とするなど、日本の特急に近い性格を持つもののことを、日本語で「特急」と表記することがある。ただし正確を期する必要のある場合には原語表記やその直訳、仮名転写などが用いられる。またTGVやICEなどの高速鉄道の列車は「超特急」や「新幹線」と訳されることもある。
韓国では、1984年まで韓国鉄道庁において「トゥックプ（特急）」という種別が存在した。同年以降、長らく韓国に「特急」という種別は存在しなかったが、2017年より首都圏電鉄1号線（京釜線・京仁線）の速達列車として「特急」が新設された。なお、現在の韓国鉄道公社（KORAIL）の長距離座席指定列車であるKTX、ITX-セマウルなどの列車では、観光ガイドなどで便宜的に「特急」という表現が使われることがあるものの、愛称が列車種別を兼ねているため、正式には「特急」の名称は使用していない。
米国には、特別料金を支払って乗車する上等客のみを扱う "LIMITED" （リミテッド）と呼ばれる豪華列車が1910年代から運転されたが、「特急」に該当する列車種別は無い。過去の代表的なリミテッドには、ニューヨーク・シカゴ間をノンストップで結んだ「20世紀特急」（20th Century Limited）やニューヨーク・ワシントンDC・シンシナティ・セントルイスを結んだ「ナショナル特急」（National Limited）があった。21世紀の現代にアムトラックが運行する列車の愛称にはレイクショア・リミテッドやキャピトル・リミテッドのようにリミテッドを名乗るものがあるが、他の旅客列車と種別が異なるものではない。
欧州では、古くから日本の特急に相当する列車の運転が盛んである。イタリアでは1936年から電車による特急列車が運転された。1957年にはヨーロッパ各地を日帰りで行き来できるビジネスライクな TEE 列車網が整備され、これらの列車には特別急行券を必要とした。その後はインターシティ "InterCity (IC)" 列車に変更された。これは都市間連絡を主たる目的とする在来線優等列車であり、21世紀において欧州では TGV や ICE などのいわゆる新幹線タイプの特急列車が中心である。しかし、かつては「ラインゴルト」、「ミストラル」、「ゴールデンアロー」、「セッテベッロ」などの著名な特急列車が運転され、高速なだけでなく、その走行区間において最も豪華な列車として運転されていた。これらの特急列車はほとんどが一等（三等級時代は一、二等）のみで編成され、パーラーカーや食堂車やバー、ブチックやラウンジを備えていた。これらの列車には他の列車より高額であり、特別急行券を必要としていた。

## 特急の訳語
通常英訳には、かつての米国の例に倣い「Limited Express」が当てられるが、米国では鉄道旅客輸送の衰退に伴いほとんど死語になっている。ただし、Sunset Limitedのようにアムトラックが引き継いだ列車愛称の一部にその名残が見られる。
事業者によってはこれを“Limited Exp.”, “Ltd. Express”, “LTD. EXP.” などと略すが、京王電鉄ではSpecial Express となっている。
デビット・ベネット（レノボ・ジャパン社長、2021年当時）は、「Limited」という英単語には「制限された」というニュアンスがあることを指摘し、語感に則れば「急行より遅い」と受け止められる可能性があるとしている。